# Baselica Bologna
Baselica Bologna è una frazione, di 380 abitanti, del comune italiano di Giussago, in provincia di Pavia. Fu comune autonomo fino al 1928.

## Storia
Baselica Bologna era sede di un'antica pieve che esercitava la sua giurisdizione su molti centri vicini; nel XII secolo la località era nota come Baserice Nove ovvero "basiliche nuove". Faceva parte della Campagna Soprana pavese, ed era feudo degli Sforza del ramo di Caravaggio, conti di Lacchiarella. Nel 1841 gli fu unito il soppresso comune di Ronchetto; nel 1928 fu soppresso e unito a Giussago.

## Monumenti e luoghi d'interesse

### Architetture religiose
Chiesa di Sant'Ambrogio ad Nemus del XVI secolo, che conserva le spoglie del Beato Baldassarre Ravaschieri da Chiavari.

## Società

### Evoluzione demografica
Abitanti censiti:
- 600 nel 1576
- 191 nel 1751
- 1288 nel 1780
- 198 nel 1805
- 1287 nel 1807
- 1250 nel 1822
- 243 nel 1853
- 394 nel 1859
- 459 nel 1861
- 463 nel 1871
- 1178 nel 1877
- 459 nel 1881
- 446 nel 1901
- 439 nel 1911
- 432 nel 1921
- 379 nel 2011
- 380 nel 2017